# Luis María de Silva y Carvajal
Luis María de Silva y Carvajal (Madrid, 25 de junio de 1876 - ibídem, 6 de marzo de 1935), I duque de Miranda, V conde de la Unión, grande de España y mayordomo mayor de Alfonso XIII.

## Biografía
Hijo de Álvaro de Silva-Bazán y Fernández de Córdoba, marqués de Santa Cruz y de María Luisa de Carvajal y Dávalos, duquesa de San Carlos. Ingresa el 23 de julio de 1898 en la carrera diplomática siendo destinado en San Petersburgo como agregado. Posteriormente pasa al  Ministerio de Estado y es nombrado secretario tercero de embajada en 1902. Se casa en 1904 con Carmen Azlor de Aragón hija del duque de Granada de Ega. En 1905 es adscrito a la Secretaría Particular del Rey ascendiendo a oficial segundo en 1907 y a oficial primero un año después. Secretario primero desde el 16 de octubre de 1911 es destinado a Tánger. En 1917 rehabilita el ducado de Miranda en su favor siendo desde 1919 ministro residente. 
Su familia tenía larga tradición en el servicio de la familia real ya que su abuelo paterno había sido jefe superior de Palacio de la reina regente María Cristina de Habsburgo-Lorena y su madre era camarera mayor de palacio desde 1905, por lo que a principios de ese año de 1919 es, de nuevo, agregado a la Secretaría Particular del Rey. El 1 de marzo de 1925 se le nombra mayordomo mayor al fallecer el marqués de la Torrecilla, aunque la Jefatura de Palacio la asume el caballerizo mayor, José de Saavedra y Salamanca, marqués de Viana, más cercano a la intimidad del rey. Al fallecer aquel, el 14 de abril de 1927, será el duque de Miranda jefe superior de Palacio y será, en tal condición,  quien acompañe, en abril de 1931, tras la proclamación de la Segunda República, al rey Alfonso XIII a su exilio.